# Goodbye Fairbanks
Goodbye Fairbanks war eine Schweizer Rockband aus Bern.

## Geschichte
Goodbye Fairbanks wurde 2005 von Benjamin Etter, Olivier Weiss, Ricardo Krenger und David Branca gegründet.
Im Jahr 2006 veröffentlichte sie ihr Erstlingswerk, die EP Smile, If You Can. 2009 folgte das Album In All Locations auf dem Label Subversiv Records. In Deutschland und Österreich wird die Platte über Rough Trade vertrieben. Kurz darauf veröffentlichte sie die Christmas EP From All Locations, welche B-Seiten und Remixes des Albums In All Locations enthält. Goodbye Fairbanks gilt als leidenschaftliche Liveband und war bereits in ganz Europa und den USA auf Tournee.
Ende 2010 verließ Bassist Oliver Weiss aus persönlichen Gründen die Band. Die freie Stelle wurde kurzerhand von Michael Marti übernommen, welcher schon als Live-Musiker mit der Band auf Tour war. Michael Marti ist auch als Sänger und Gitarrist der Band „The Plus Nomination“ bekannt.
Die Band flog im Frühling 2011 nach Atlanta, GA und nahm mit Matt Goldman (Underoath, Copeland, Anberlin) in den „Glow in the Dark Studios“ auf. Am 16. März 2012 erschien ihr zweites Studioalbum Selftitled. Im März 2012 war die Band mit dem Album Goodbye Fairbanks für die Förderserie «Best Talent» von Radio SRF 3 nominiert.

## Diskografie
Alben
- 2009: In All Locations
- 2012: Selftitled

EPs
- 2006: Smile, If You Can
- 2010: From All Locations

Beiträge zu Kompilationen
- 2012: Rise (auf Bock uf Rock Vol. 5)[3]